# Heinbockel
Heinbockel è un comune di 1.513 abitanti della Bassa Sassonia, in Germania. Appartiene al circondario di Stade ed è parte della Samtgemeinde Oldendorf-Himmelpforten.